# برايان باتريك كينيدي
برايان باتريك كينيدي (بالإنجليزية: Brian Patrick Kennedy)‏ هو سياسي أمريكي، ولد في 3 يناير 1961 في ويسترلي في الولايات المتحدة. حزبياً، نشط في الحزب الديمقراطي.